# Euonymus hainanensis
Euonymus hainanensis är en benvedsväxtart som beskrevs av Chun och How. Euonymus hainanensis ingår i släktet Euonymus och familjen Celastraceae. Inga underarter finns listade.